# كينتا نيشيمورا
كينتا نيشيمورا (باليابانية: 西村賢太)‏ (12 يوليو 1967 في إيدوغاوا، طوكيو - 5 فبراير 2022) روائي، وكاتب من اليابان.

## الجوائز
- جائزة نوما للوجه الأدبي الجديد  [لغات أخرى]‏
- جائزة أكوتاغاوا[6]